# IC 221
IC 221 ist eine Spiralgalaxie vom Hubble-Typ Sc im Sternbild Dreieck am Nordsternhimmel. Sie ist schätzungsweise 232 Millionen Lichtjahre von der Milchstraße entfernt.
Das Objekt wurde am 24. Dezember 1891 vom französischen Astronomen Stéphane Javelle entdeckt.